# Nermin Uçar
Nermin Uçar ist eine deutsche Schauspielerin.
Die Absolventin der Schauspielschule Charlottenburg in Berlin gehörte 2006 zu der Uraufführungsbesetzung des vieldiskutierten Stücks Schwarze Jungfrauen von Zaimoglu/Senkel. Hier spielte sie die Rolle der „Studentin“. Zuvor hatte sie u. a. zum Ensemble der Company Hamburg gehört. Ferner wirkte sie in dem Film Hinter der Tür von Neco Çelik mit.
Zusammen mit Gió Di Sera, Ipek Ipekcioglu, Jale Arıkan und Shermin Langhoff hostet sie darüber hinaus das Künstlernetzwerk Kanakwood.

## Einzelbelege
1. ↑  Theater heute, Nr. 5, Mai 2006
2. ↑  Archivierte Kopie (Memento des Originals vom 11. April 2008 im Internet Archive)  Info: Der Archivlink wurde automatisch eingesetzt und noch nicht geprüft. Bitte prüfe Original- und Archivlink gemäß Anleitung und entferne dann diesen Hinweis.